# Wilhelm Cordier
Wilhelm Alfred Cordier (* 19. Dezember 1913 in Straßburg (Elsass); † 19. Februar 1982 in El Maitén (Prov. Chubut, Argentinien)) (auch Willi/Willy Cordier, Guillermo Alfredo Cordier) war der Gründer und Leiter einer kleinen sektenähnlichen Glaubensgemeinschaft, die um 1950 in Pforzheim entstand und 1954 bis 1958 nach Südamerika auswanderte.

## Leben
Willi Cordier, Sohn evangelischer Eltern aus Württemberg, wuchs in Esslingen am Neckar auf. Nach dem Abitur an der dortigen Oberrealschule machte er eine Kaufmannslehre und arbeitete in seinem Beruf in Esslingen und nach 1937 als Exportkaufmann in Wuppertal. In Esslingen und in Wuppertal betätigte er sich im CVJM und war in der Bekennenden Kirche aktiv. Gleichzeitig war er aber auch Mitglied in der HJ, SA und beantragte am 24. August 1937 die Aufnahme in die NSDAP, in die er rückwirkend zum 1. Mai desselben Jahres aufgenommen wurde (Mitgliedsnummer 4.693.782). Ende 1937 erklärte er jedoch vor dem Parteigericht seinen Austritt.
1939 wurde er zur Wehrmacht eingezogen und kam zur Infanterie. Er war zunächst in Norwegen und wurde als Unteroffizier im September 1940 zur Militärverwaltung in Paris versetzt. Ende 1943 wurde er zur Heeres-Fliegerabwehr abkommandiert und ab Juli 1944 an der Scheldemündung stationiert. Im Oktober kam er in den dortigen Kämpfen zum Einsatz, wurde verwundet und kam ins Lazarett.
Im März 1940 hatte sich Willi Cordier in Esslingen verheiratet. Nach seiner Genesung arbeitet er dort in verschiedenen Stellungen und engagierte sich als Jugendleiter, Evangelist und Prediger im württembergischen CVJM. Im Mai 1947 stellte ihn der CVJM Pforzheim als Sekretär ein. Er sollte sich besonders der jungen Heimkehrer aus Krieg und Gefangenschaft annehmen, die in der am 23. Februar 1945 durch Fliegerangriff zerstörten Stadt oft vor dem Nichts standen.
Willi Cordiers Verkündigung wurde zunehmend durch Kritik an den Kirchen geprägt, denen er Machtstreben und die Pflege unbiblischer Traditionen vorwarf. Anfang November 1948 trat er aus der Evangelischen Landeskirche aus. Im Jahr 1949 folgte ihm darin zum großen Teil der Kreis, den er inzwischen um sich versammelt hatte – viele junge Frauen und Männer – während sich die meisten alten CVJM-Mitglieder zurückhielten. Ende 1949 spaltete sich die Cordier-Gruppe vom CVJM Pforzheim ab.

## Die „Cordianer“
Den Kreis um Willi Cordier bezeichnete man in Pforzheim bald als die „Cordianer“. Er bestand aus 120 bis 130 Personen, überwiegend 20- bis 35-jährige Männer und Frauen aus Pforzheim und der näheren Umgebung. Sie trafen sich in wechselnden Lokalen oder Wohnungen und pflegten eine enge Gemeinschaft, während sie sich von ihrem bisherigen Umfeld, sogar von ihren Angehörigen, absonderten.
Cordier radikalisierte sich ab 1950 weiter. Ausgangspunkt war seine buchstabengläubige und gesetzliche Auffassung der biblischen Texte. Er forderte von seinen Anhängern die Abkehr von der Welt und ein mönchisches Leben in Selbsterniedrigung, Armut und Ausrichtung auf die in Kürze erwartete Wiederkunft Christi. So gaben viele Cordianer ihre bisherigen beruflichen Stellungen auf und arbeiteten stattdessen als Hilfsarbeiter oder – die Frauen – als Haushalts- und Krankenpflegehilfen. In massenhaft verbreiteten Flugblättern und Offenen Briefen wurde vor allem die Kirche angegriffen, die eine selbstgemachte Religion propagiere und unter der Herrschaft des Teufels stehe.

## Die Auswanderung
Die Erwartung des bevorstehenden „Untergangs“ war ausschlaggebend dafür, dass sich die Cordianer in Erfüllung von Offb 18,4  zur Auswanderung aus Deutschland entschlossen. Aufgrund eines Inserats nahmen sie Kontakt mit der Falkland Islands Company auf, die zunächst einigen wenigen Männern Fünfjahresverträge anbot. Im Juli 1954 reiste Cordier mit seiner Familie, zu der inzwischen vier Töchter gehörten, und einer kleinen Gruppe nach den Falklandinseln ab, wo sie in Goose Green mit Land- und Hilfsarbeiten beschäftigt wurden. Die Kolonialregierung der Falklandinseln, die ebenfalls Arbeitskräfte suchte, schloss 1955 Dreijahresverträge mit 24 Männern für Straßenbau- und andere Arbeiten in der Hauptstadt Stanley ab, die Mitte 1955 ausreisten. Insgesamt wanderten 1954 bis 1956, zusammen mit Frauen und Kindern, 53 Personen aus der Gemeinschaft auf die Falklandinseln aus.
Die Genehmigung für den Nachzug der restlichen etwa 50 ausreisewilligen Cordianer verzögerte sich dann allerdings, vor allem weil die Kolonialregierung die Bereitschaft der Cordianer vermisste, sich in die Gesamtbevölkerung zu integrieren. Das und die angebliche religiöse Beeinflussung der Cordianer-Kinder in der Schule waren für Cordier der Anlass, Ende 1957 die Arbeitsverträge mit der Falkland Islands Company zu brechen, um auf dem Festland nach einer anderen Niederlassungsmöglichkeit für seine Gemeinschaft zu suchen.
Im Mai 1958 kaufte Willi Cordier mit dem Geld der Gemeinschaft eine heruntergekommene Estancia von 7500 ha in der patagonischen Strauchsteppe bei Paso Flores (Provinz Río Negro, Argentinien), einer kleinen Siedlung an einem Fährübergang über den Río Limay. Im September 1958 reiste der letzte Cordianer-Trupp aus Pforzheim mit 38 Personen dorthin ab. Die Straßenbaukolonne arbeitete noch bis August 1959 in Stanley und siedelte dann nach Paso Flores über. Schon von den Falklandinseln waren 9 Personen nach Deutschland zurückgekehrt, und auch aus Paso Flores reisten bei erster Gelegenheit 7 Personen wieder zurück, so dass die Kolonie Ende 1959 etwa 70 Personen umfasste. Im April 1963 gehörten zu der Colonia Paso Flores 73 Personen aus der Gemeinschaft.

## Die Cordianer-Kolonien
Die Estancia mit Schafzucht als Haupterwerbsquelle wurde langsam wieder in Schuss gebracht. In der Kolonie konnte die erstrebte urchristliche Gütergemeinschaft verwirklicht werden. Alles wurde in manueller Arbeit oder mit Zugtieren verrichtet, ohne die Hilfe von Maschinen, Motoren, Elektrizität usw., da Cordier die „Technik“ als Teufelswerk ablehnte. Um 1963 kaufte man noch eine kleine Gemüsefarm in Bariloche dazu, und ab 1965 unterhielt man 220 km weiter im Süden, in El Bolsón, eine Außenstelle, wo die Cordianer die Güter abwesender Grundbesitzer bewirtschafteten.
Über die Jahre kehrten weitere Personen nach Deutschland zurück oder machten sich mit eigenen Unternehmungen selbständig. Letztendlich verblieb nur knapp die Hälfte der Ausgewanderten auf Dauer in den Cordianer-Kolonien. In Paso Flores kam es 1971 zu einer Spaltung der Gemeinschaft. Es ging dabei sowohl um die wirtschaftliche als auch um die geistliche Ausrichtung der Kolonie und vor allem um die Rolle Cordiers, der bisher allein bestimmt hatte. Cordier musste alle Leitungsfunktionen in Paso Flores aufgeben und blieb ab da vollends in El Bolsón, zusammen mit etwa 12 bis 14 seiner Anhänger. 1972 kauften sie sich eine kleinere Farm in Cholila (Prov. Chubut). Um 1981 kam es auch in dieser Kolonie zu Auseinandersetzungen und Cordier ließ sich wenige Monate vor seinem Tod mit einigen Getreuen wieder in El Bolsón nieder. Er starb im Krankenhaus in El Maitén und liegt in Cholila begraben. Die Cordianer-Kolonie in Cholila erlosch 2005.
Die Colonia Paso Flores erlebte, nachdem man von Cordiers dogmatischen Verboten abgerückt war, einen wirtschaftlichen Aufschwung. Um 1986 wurde ein Teil der Estancia enteignet, da er zusammen mit der Siedlung Paso Flores in einem durch Aufstauung des Río Limay entstehenden See untergehen sollte. Durch den Zukauf einer benachbarten Estancia konnte die Kolonie überleben und umfasst seither 13000 ha. Die Anlagen der jetzt El Manantial de Paso Flores genannten Estancia wurden einige Kilometer vom Stausee Piedra del Águila entfernt neu aufgebaut, wobei man sich auf den Tourismus als zweites Standbein neben der Vieh- und Agrarwirtschaft ausrichtete. 2003 wurde die Estancia von der norwegischen Glaubensgemeinschaft Die Christliche Gemeinde übernommen, der sich die noch verbliebenen ehemaligen Cordianer um 1990 angeschlossen hatten. Die Anlagen werden seither auch als Konferenz- und Ferienzentrum genutzt. 2008 feierte die Gemeinde die Ankunft der ersten Mitglieder vor 50 Jahren in Argentinien. Aus diesem Anlass berichtete "Rio Negro" in seinem "diario" (Ausgabe vom 24. Mai, Fortsetzung 31. Mai 2008) ausführlich über "La comunidad de alemanes de Paso Flores".